# Denis-Georges Bayar
Pour les articles homonymes, voir Bayar.
Denis-Georges Bayar, né en 1690 à Namur (Belgique) et décédé en 1774, est un sculpteur (sur bois et sur pierre) et architecte namurois de renom. 

## Biographie
Son œuvre la plus célèbre est la  Porte de Sambre et Meuse, érigée en 1728 près du confluent des deux cours d’eau (et monument classé de la ville de Namur). 
En fait la plupart de ses œuvres sont liées à l'architecture religieuse : les médaillons de la façade de la cathédrale Saint-Aubain, l’extraordinaire chaire de vérité de l'église Saint Loup, des autels et sculptures à l'église Notre-Dame (sa paroisse), mais également à l'abbaye de Salzinnes et chez les moniales bénédictines de Notre-Dame de la Paix (dont les bâtiments sont devenus le collège Notre-Dame de la Paix). Toutes ces institutions sont namuroises. 
On trouve également de ses œuvres à l'église Saint Sauveur d'Hakendover (Tirlemont), et dans celle de Dave. Les deux monuments avec les médaillons représentant Saint Servais et Saint Monulphe, dans la collégiale Saint Servais à Maastricht, sont de son ciseau (1732). 

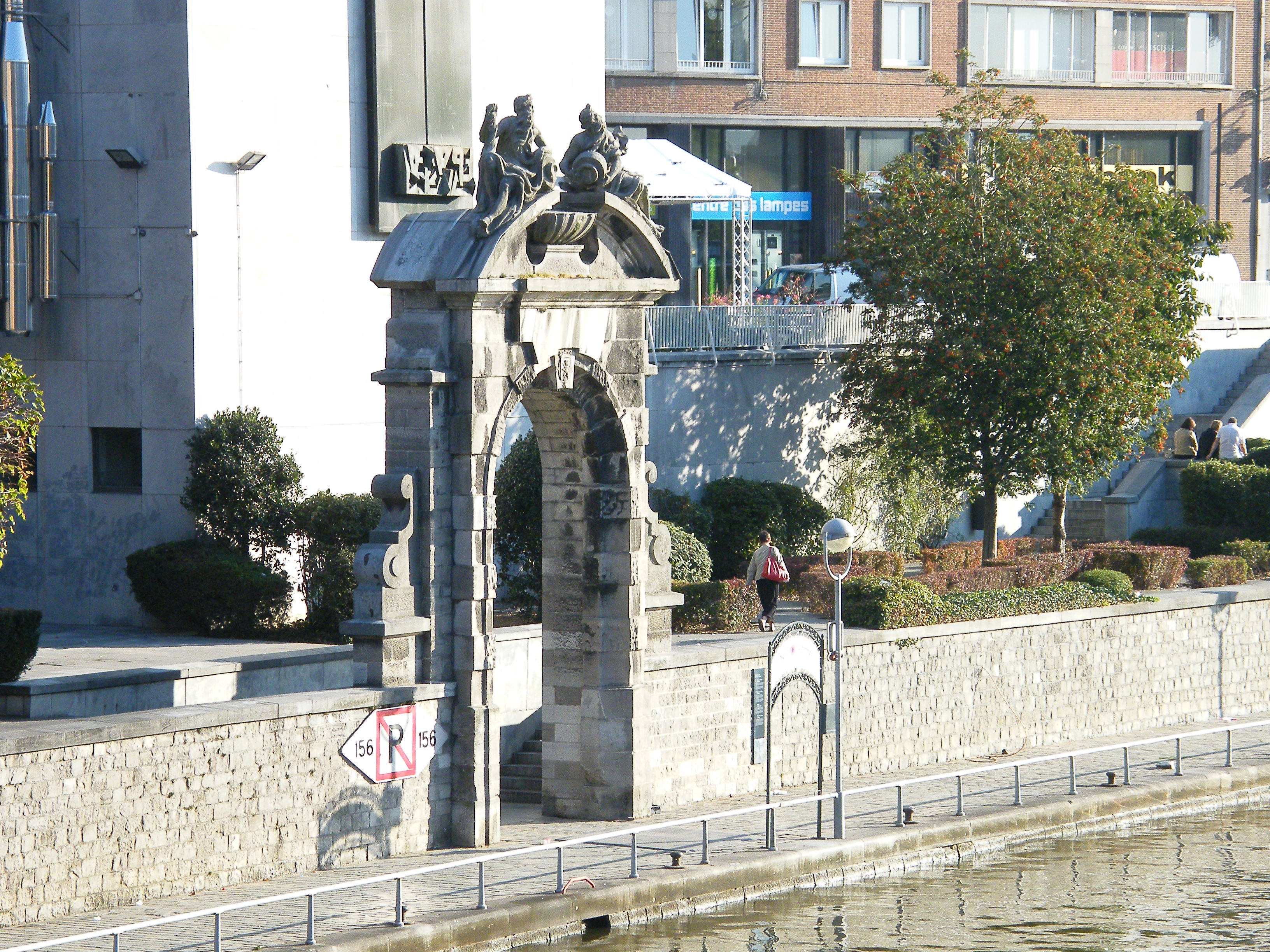
Porte de Sambre-et-Meuse, à Namur (œuvre de Bayar)

Il travaille également pour des particuliers : des sculptures de façade à Louvain et les lambris et cheminées du château de Brumagne. Beaucoup d’abbayes ont recours à ses services : Moulins, Waulsort, Grandpré, Brogne, Gembloux, Floreffe, Villers, Heylissem, Orval, Afflighem et Saint-Trond. Également au Prieuré d'Oignies. 
Dans le domaine architectural - outre la Porte de Sambre-et-Meuse à Namur - on lui connaît un portail pour la ville de Ninove, un pont sur l'Orneau (1751) et les trois dernières arches du pont de Jambes (qui avaient été détruites lors du siège de Namur en 1746). Son rayonnement s'étendit dans les Pays-Bas autrichiens et dans la Principauté de Liège.

## Écrit
- Nombre de ses œuvres artistiques sont connues grâce à ce qu’on appelle le Grand Registre de Denis-Georges Bayar, un manuscrit de 250 pages récemment publié.
- Jacques Toussaint, Francis Tourneur, Jean-Louis Van Belle, Jean-Louis Javaux : Denis Georges Bayar (1690-1774), architecte et sculpteur namurois (Édition et analyse de son 'Grand Registre'), Namur, 2006.

## Reconnaissance publique
La ville de Namur a donné le nom de Denis-Georges Bayar à une rue qui part du boulevard du Nord et aboutit à la rue d'Hastimoulin.